# Контактна леща
Контактните лещи са оптични лещи, поставяни директно в окото за корекция на зрителните смущения, предизвикани от отклонения като (далекогледство, късогледство, пресбиопия, астигматизъм, в т.ч. кератоконус). Контактните лещи се ползват и с козметични цели – за подчертаване или промяна на цвета на очите (цветни контактни лещи), за защита на очите от лъчения, за улесняване на зарастването на роговични рани и др.
Контактните лещи са забележителна алтернатива за очите. Те позволяват да се избегнат такива известни проблеми на носещите очила хора, като например: ограничено полезрение, оптически измами, запотяване на стъклата, отказване от определени видове спорт.
Контактната леща се поставя в окото и плува върху слъзния филм, като се придържа от собствената си форма и клепачите. Лещите имат много предимства пред очилата: те са невидими, понасят се лесно, не се замъгляват при промяна на температурата, не ограничават зрителното поле, дават по-добра корекция на зрението от очилата. Лещите обаче изискват много повече грижи и средства. Неправилното им съхранение и употреба ги правят опасни за очите и могат да доведат до сериозно увреждане на роговицата.
Според материала на лещата са познати два вида контактни лещи – меки и твърди.

## Меки контактни лещи
Имат следните предимства: лесна поносимост, бързо свикване с тях, лесно обслужване. Недостатъците на тези лещи са също няколко: повишен риск от гъбични инфекции, налага се по-честа подмяна на лещите.
Меките контактни лещи се разделят на няколко вида:

### Според режима на носене
Проблемите, свързани с носенето на контактни лещи са основно два: дискомфорт и риск от инфекции. Върху лещата е възможно да се натрупат депозити от протеини, които освен че затрудняват зрението, могат да станат причина за увреждане на роговицата. Това може да се избегне с предпочитането на лещи за по-кратка употреба. Режимът на носене на контактните лещи е годишен, 3-месечен, 1-месечен, 2-седмичен и ежедневен. Това означава, че след изтичане на съответния срок, лещите трябва да бъдат заменени с нови. Безспорно, най-удобен във всяко отношение е ежедневния режим на смяна – всяка сутрин се отваря нов чифт лещи, който вечерта се изхвърля. На практика риск от натрупване на депозити или инфекции е сведен до минимум. Не се налага и ползването на разтвори за съхранение.

### Според вида корекция
- диоптрични – коригират късогледство, далекогледство,
- торични – за корекция на астигматизъм
- цветни – за корекция цвета на ириса, козметични /без диоптър/ и диоптрични.
- „диви“ лещи – забавни рисувани лещи, които могат да се носят на партита, променят очите от котешки, призрачни, дори с вид на мишена или топка за билярд
- терапевтични – при очна травма или инфекция
- мултифокални – коригират както зрението за далеч, така и за близо. Подходящи във възрастта след 40 год

## Твърди контактни лещи
Имат предимствата, че са с по-дълъг живот, дават добра корекция на зрението – с ясен, бистър образ и с добре отстранен астигматизъм. Неудобствата, които могат да предизвикат обаче не са малко: ограничена продължителност на носене – до 14 – 16 часа, лесно изпадане от окото при по-рязко мигване с клепачи или при рязко движение на окото в орбитата му, трудна поносимост – понякога предизвикват дразнене и различни други оплаквания от пациента.
Твърдите контактни лещи се подразделят на следните видове:
- Полиметилметакрилатни – ПММА (пластмасови), с продължителност на носене 8 – 10 часа. Техен недостатък е, че са плътни и не пропускат кислорода до роговицата на окото.
- Газпроницаеми – RGP (Rigid Gas Permeable), с различно съдържание на силикон: например DK 30 (или Ф 30 умбрал), DK 60 или DK 100, съответно с дифузия на кислорода 30, 60 и 100%. Продължителността на носене за лещите DK 100 е максимална, т.е. те са най-добрите твърди контактни лещи. Контактните лещи от силиконов хидрогел имат уникален сферичен оптичен дизайн, благодарение на който коригират както вроденото, така и предизвиканото от външни фактори сферично изкривяване.

Съществуват и други по-специални видове контактни лещи – Rose K лещи, хибридни лещи (с мека периферия и твърд център) и др.

## Усложнения
Контактните лещи като цяло са безопасни, стига да се ползват по правилен начин. Усложнения от носене на контактни лещи засягат груби 5% от потребителите им годишно. Факторите, водещи до увреждане на окото, варират, а неправилната употреба на контактни лещи може да засегне клепача, конюнктивата и най-вече цялата структура на роговицата.. Лошата грижа за лещите може да доведе до инфекция от различни микроорганизми като бактерии, гъбички и Acanthamoeba
Много усложнения възникват, когато лещите не се носят по предписание (неправилен график на носене или замяна). Спането с лещи, които не са проектирани или одобрени за продължителна употреба, е често срещата причина за усложнения. Много хора носят лещите си прекалено дълго, преди да ги сменят – например носят лещи, предназначени за носене 1, 14 или 30 дни, в продължение на месеци или дори години. Докато това спестява от разходите по лещи, това води до риск от трайно увреждане на очите, а понякога дори и до загуба на зрението.
Един от главните фактори, водещ до усложнения, е, че контактните лещи представляват кислородна бариера. Роговицата се нуждае от постоянно доставяне на кислород, за да е напълно прозрачна и да функционира както трябва. Обикновено тя си набавя кислород от околния въздух в будно състояние или от кръвоносните съдове в задната част на клепача в състояние на сън. Най-значителните рискове, свързани с продължителния нисък достъп на кислород до роговицата, включват неоваскуларизация на роговицата, повишена епителна проницаемост, микрокисти, оток на роговицата, сухота на окото и потенциално увеличаване на миопията. Именно затова голяма част от изследванията по последните меки и твърди контактни лещи се фокусират върху подобряването на преноса на кислорода през лещата.
Неправилното боравене с лещите също може да предизвика проблеми. Абразията на роговицата може да увеличи шансовете за инфекция. Рискът се повишава допълнително с неправилното почистване и дезинфекция на лещите.
Дългосрочното носене на контактни лещи (над пет години) може да намали общата дебелина на роговицата и да увеличи кривината на роговицата, както и неравността на повърхността.